# Macchi M.70
Il Macchi M.70 era un biplano monomotore da turismo biposto prodotto dall'azienda aeronautica italiana Aeronautica Macchi dai tardi anni venti.
Destinato al mercato dell'aviazione generale italiana del periodo venne prodotto in piccola serie ed utilizzato anche come aereo da addestramento nelle scuole di volo civili della Reale Unione Nazionale Aeronautica (RUNA).

## Storia del progetto
Nel 1928 il Ministero dell'aeronautica emise una richiesta per la realizzazione di un velivolo leggero da utilizzarsi nel ruolo di addestratore basico per le scuole di volo, ad esempio la Reale Unione Nazionale Aeronautica (RUNA), come aereo da collegamento e da turismo. Al bando di concorso parteciparono la quasi totalità delle aziende di produzione aeronautica del territorio nazionale, tra cui l'Aeronautica Macchi, che presentarono il loro prototipo nelle prove comparative del febbraio 1929. Alla fine furono ben dieci i progetti che vennero ritenuti all'altezza dei requisiti richiesti; oltre al Macchi M.70, il Fiat-Ansaldo A.S.1 che risulterà vincitore, l'AVIA FL.3, il Breda Ba.15, il CAB C.4, il CANT 26, il Caproni Ca.100 "Caproncino", l'IMAM Ro.5, il Magni Vittoria ed il Piaggio P.9.
La Macchi progettò un velivolo di impostazione classica per il ruolo, al quale assegnò la designazione aziendale M.70, con struttura e rivestimento in legno, impennaggio monoderiva, configurazione alare biplana e carrello d'atterraggio fisso.

## Tecnica
L'M.70 era un velivolo di impostazione, per l'epoca e per il ruolo, classica: monomotore, biposto a velatura biplana e carrello fisso.
La fusoliera, di sezione rettangolare, era realizzata con struttura lignea ricoperta da pannelli di compensato e caratterizzata dalla presenza di due abitacoli aperti in tandem, normalmente il posteriore riservato al pilota/allievo e l'anteriore per l'istruttore (o passeggero), entrambi dotati di un parabrezza. Posteriormente terminava in un impennaggio classico monoderiva dotato di piani orizzontali controventati da una coppia di diagonali per lato.
La configurazione alare era biplana, con l'ala superiore, montata alta a parasole, dotata di un leggero angolo di diedro positivo e quella inferiore, montata bassa sulla fusoliera, di eguale apertura, quest'ultima la sola dotata di alettoni e collegate tra loro da una coppia di montanti per lato integrati da cavetti in acciaio. La struttura era divisa in tre parti, con quella centrale, collegata alla fusoliera da un castello tubolare centrale, e la coppia di due semiali esterne, ripiegabili all'indietro per facilitare le operazioni di hangaraggio.
Il carrello d'atterraggio era semplice, fisso ed ammortizzato, montato su una struttura tubolare al di sotto della fusoliera, dotato di ruote di grande diametro ed integrato posteriormente da un pattino d'appoggio posizionato sotto la coda.
La propulsione era affidata ad una varia gamma di motorizzazioni di piccola potenza, il cui abbinamento era lasciato alle preferenze del committente, tra le quali il Blackburn Cirrus II, un quattro cilindri in linea raffreddato ad aria, in grado di erogare una potenza pari a 80 hp (60 kW), tutti posizionati all'apice anteriore della fusoliera ed abbinati ad un'elica bipala in legno a passo fisso.

## Impiego operativo
L'M.70 venne utilizzato anche in alcune competizioni aeree del periodo. Un M.70 pilotato dal pilota italiano Agello era tra i 53 velivoli iscritti all'edizione del 1930 del Giro Aereo d'Italia, gara che si svolgeva su un circuito attorno alla penisola italiana e che si svolse in quattro tappe il 25, 27, 29 e 31 agosto 1930. Invece di svolgersi come una semplice corsa a tempo, il Giro Aereo d'Italia utilizzava un sistema di handicap per determinare la partenza sfalsata degli equipaggi all'inizio di ognuna delle quattro fasi della gara, accorgimento adottato per prevenire la superiorità tecnica dei modelli concepiti espressamente per le competizioni, regolando inoltre temporalmente il decollo dei velivoli in modo da favorire quelli normalmente utilizzati nell'aviazione generale. Durante le prove svolte prima della gara, riceveva un punteggio superiore il modello che riusciva ad ottenere una serie di prestazioni migliori della concorrenza tra velocità di salita, minor corsa di decollo ed atterraggio, e se fosse caratterizzato dalle migliori soluzioni tecniche utili per il miglior utilizzo in ambito turistico come le ali pieghevoli, comfort di viaggio, facilità di controllo del volo e dispositivi in grado di aumentare il grado di sicurezza come, ad esempio, l'adozione del paracadute, ma per questo penalizzato per un maggiore massa complessiva dovuta anche alla maggior potenza richiesta dalla sua motorizzazione. Il velivolo in grado di stabilire il miglior punteggio acquisiva la priorità nella sequenza di partenza mentre quelli successivi decollavano con un ritardo di un minuto per ogni punto inferiore.
L'M.70 pilotato da Agello, in quel caso equipaggiato da un motore Colombo da 80 CV (60 kW), risultò tra i tre velivoli in grado di decollare in minor spazio ed il migliore, tra tutti i 53 partecipanti, in fase di atterraggio, fermandosi in soli 50 m. Nel complesso, il sistema a punti permise all'M.70 di conquistare la nona posizione di partenza, permettendo da Agello di decollare con un ritardo di soli 11 minuti.

## Utilizzatori
Italia
- Reale Unione Nazionale Aeronautica (RUNA)

### Riviste
- (EN) The Macchi "M-70", in Flight, No. 1052. (No. 8. VOL. XXI.), Sutton, Surrey, UK, Reed Business Information Ltd, 21 febbraio 1929.